# ديلون بروكس
ديلون بروكس (بالإنجليزية: Dillon Brooks)‏ مواليد 22 يناير 1996 في ميسيساغا، هو لاعب كرة سلة كندي. يبلغ طوله 6 قدم 7 بوصة (2.0 م). حقق المركز الثاني في دورة الألعاب الأمريكية 2015.

## الميداليات
| الميدالية | المسابقة                    |
| --------- | --------------------------- |
| فضية      | دورة الألعاب الأمريكية 2015 |

## روابط خارجية
- ديلون بروكس على موقع الاتحاد الدولي لكرة السلة (الإنجليزية)
- ديلون بروكس على موقع إن بي أي (الإنجليزية)
- ديلون بروكس على موقع سبورتس رفرنس (الإنجليزية)
- ديلون بروكس على موقع كرة السلة الأوروبية.كوم (الإنجليزية)
- ديلون بروكس على موقع إي إس بي إن.كوم (الإنجليزية)
- ديلون بروكس على موقع كلية كرة السلة في سبورتس رفرنس.كوم (الإنجليزية)
- ديلون بروكس على موقع ريلجم (الإنجليزية)
- ديلون بروكس على موقع بروبوليرز (الإنجليزية)
- ديلون بروكس على موقع سبورتس رفرنس (الإنجليزية)